# Kokken

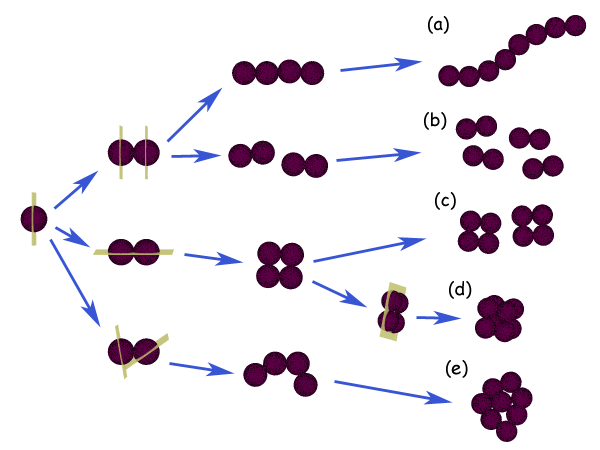
Verschiedene Organisationstypen von Kokken: (a) Kettenkokken, (b) Diplokokken, (c) Tetraden, (d) Paketkokken, (e) Haufenkokken

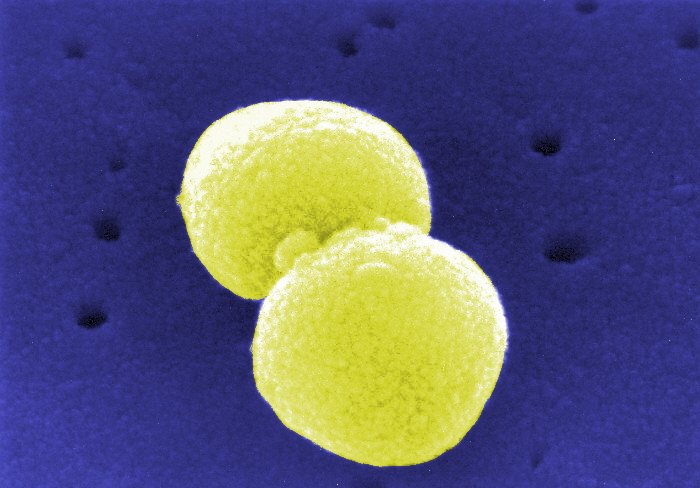
Diplokokken (hier Pneumokokken) im Rasterelektronenmikroskop (Aufnahme eingefärbt)

Kokken (von altgriechisch κόκκος kókkos, deutsch ‚Kern, Korn‘) sind Kugelbakterien (von Theodor Billroth Coccobacteria genannt). Sie können völlig rund erscheinen oder leicht länglich bis eiförmig geformt sein. Die wissenschaftliche Schreibweise des Namens ist „Coccus“ (Plural: „Cocci“). Die Bezeichnung wird gelegentlich auch für kokkoide Archaeen benutzt.
Trennen sich die Zellen nach der Teilung nicht, entstehen in Abhängigkeit von der Teilungsebene Organisationsmuster, die für bestimmte Arten typisch sein können. Man unterscheidet
- Kettenkokken oder Streptokokken: kettenförmig gelagerte Kokken, z. B. Streptococcus, Enterococcus, Peptostreptococcus (ein zur Normalflora des Menschen gehörender grampositiver anaerober Erreger, der verschiedene Infektionen verursachen kann[4]), Ruminococcus, Lactococcus[2]
- Diplokokken: paarweise gelagerte Kokken, z. B. Pneumokokken (bei denen es sich um Streptococcus pneumoniae handelt), Neisseria, Planococcus[2]
- Tetrakokken oder Tetraden: Zusammenlagerung von vier Zellen, z. B. Micrococcus, Pediococcus[2][5]
- Paketkokken oder Sarcinen: kubusförmige Zusammenlagerung von acht oder mehr Kokken, namensgebend dafür ist Sarcina,[2] ebenfalls anzutreffen bei Sporosarcina[6]
- Haufenkokken oder Staphylokokken: haufenförmig gelagerte Kokken, die Zusammenlagerung ähnelt der von Beeren in einer Traube, namensgebend dafür ist Staphylococcus,[5] aber auch bei Peptococcus vorzufinden.[2]

Allerdings kommen bei einigen Bakterienarten auch mehrere Teilungsmuster vor, wie beispielsweise bei Lactococcus lactis, dessen Zellen als Paare (Diplokokken) und kurze Ketten (Streptokokken) vorkommen.